# Weywertz
Weywertz (Frans: Wevercé) is een plaats in de Duitstalige gemeente Bütgenbach in de Belgische provincie Luik.

## Bezienswaardigheden
- Sint-Michielskerk van 1959
- De Alte Mühle, watermolen op de Warche van 1834

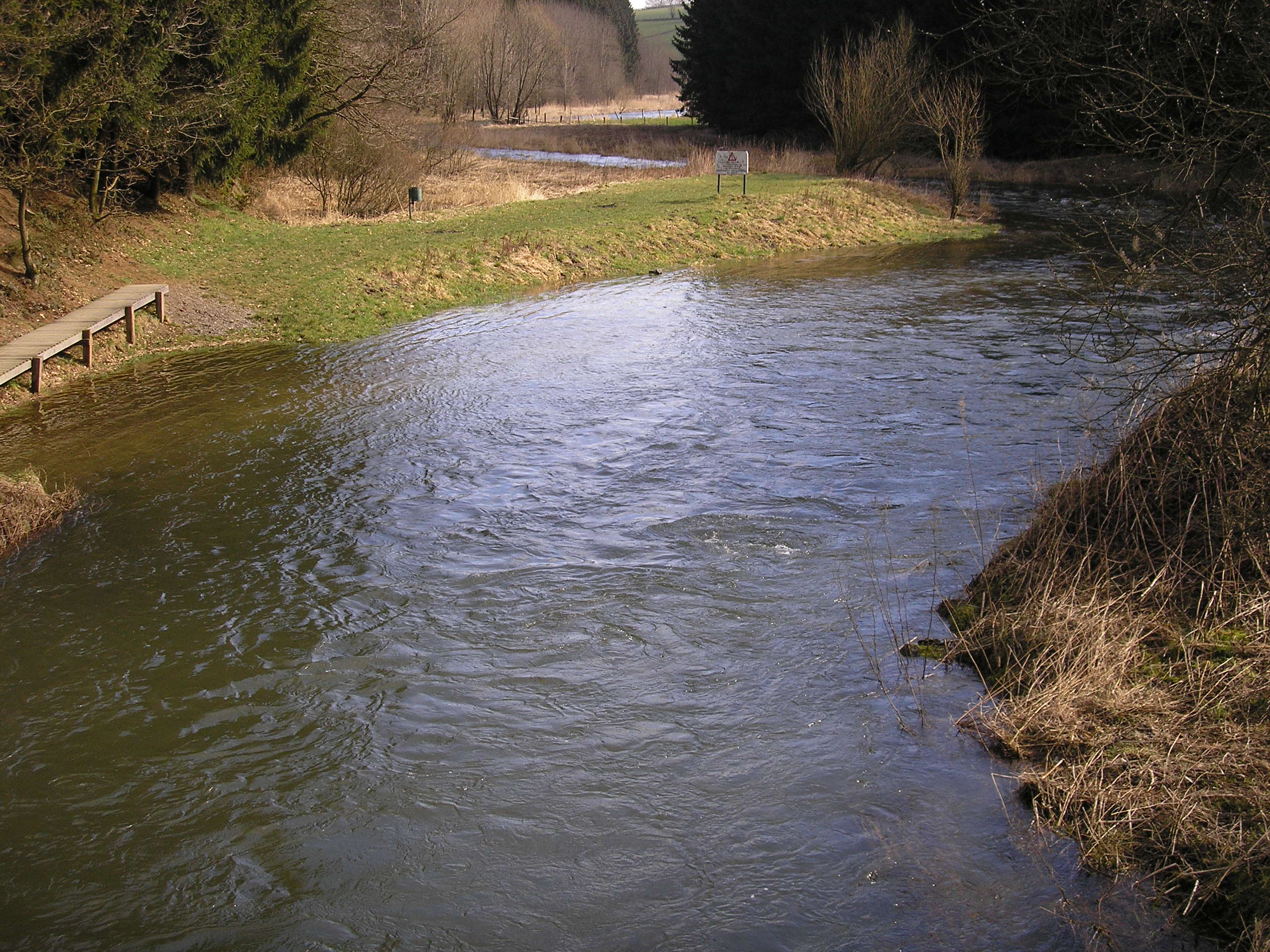
De Warche bij Weywertz.

- De oude lindeboom, bij de kerk

## Natuur en landschap
Het riviertje de Warche stroomt tussen Nidrum en deze plaats door.

## Nabijgelegen kernen
Champagne, Waimes, Faymonville, Bütgenbach, Nidrum
Deelgemeenten: Bütgenbach · Elsenborn

Overige kernen: Berg · Küchelscheid · Leykaul · Nidrum · Weywertz

Belgische gemeenten · Duitstalige Gemeenschap · Arrondissement Verviers · Luik · Wallonië